# Heteronemertea
Heteronemertea är en ordning av djur. Heteronemertea ingår i klassen Anopla, fylumet slemmaskar och riket djur.
Ordningen innehåller bara familjen Heteronemertea, genera incertae sedis.

## Bildgalleri

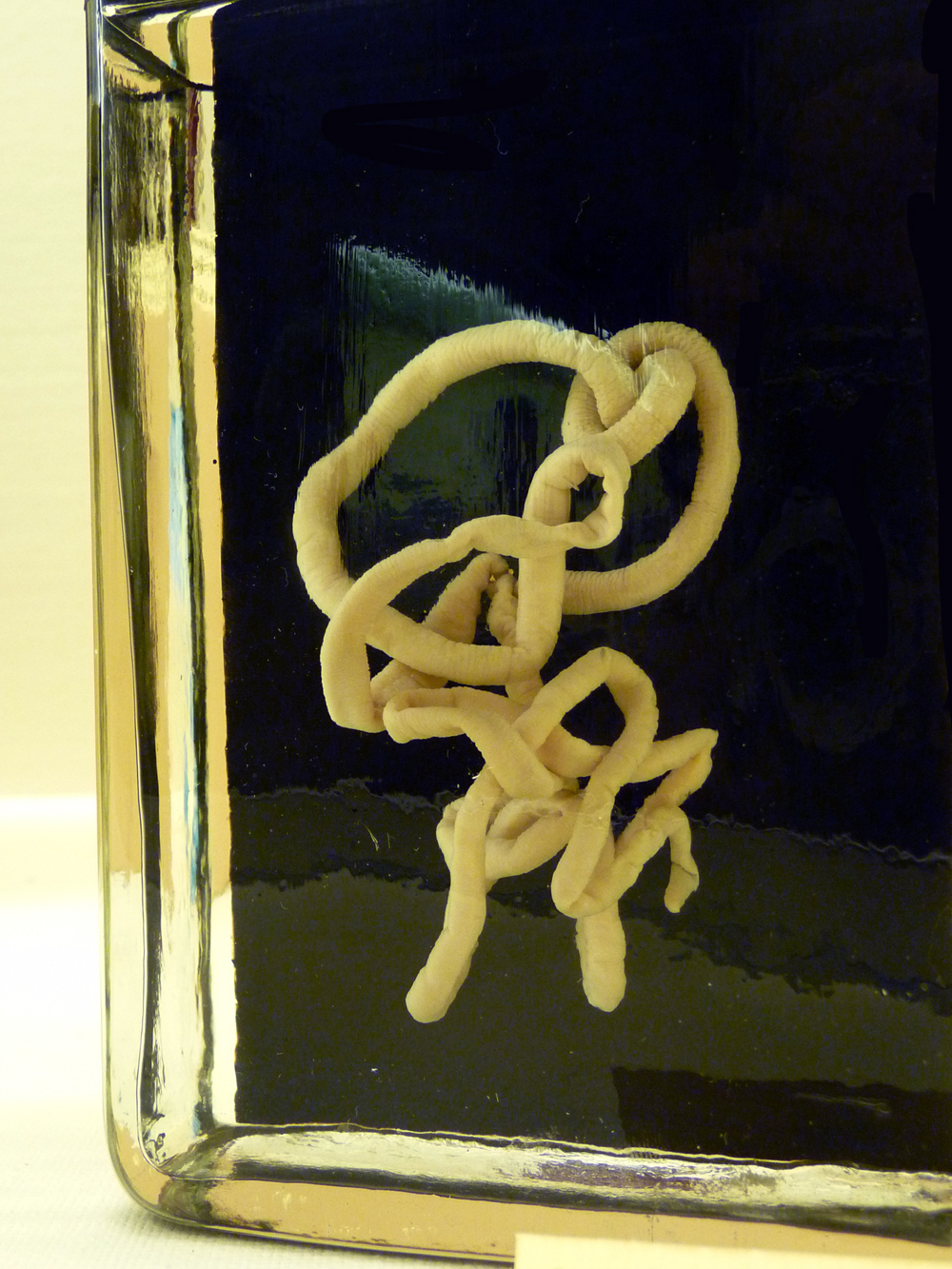